# King Creole
King Creole (conocida en España como El barrio contra mí y en Hispanoamérica como Melodía siniestra) es una película estadounidense de 1958 dirigida por Michael Curtiz, producida por Hal B. Wallis y con actuación de Elvis Presley, Carolyn Jones y Walter Matthau. La historia fue adaptada de la novela de Harold Robbins A Stone for Danny Fisher, de 1952. 
La película cuenta la historia de un joven de diecinueve años que se involucra con dos mujeres. Presley posteriormente dijo que este fue su papel favorito. Para realizar la película, Presley  retrasó el comienzo de su servicio militar de enero a marzo de 1958. El rodaje cambió varias veces de lugar por las multitudes de fanáticos que llegaban atraídos por las estrellas, especialmente por Presley.
La película fue lanzada por Paramount Pictures el 2 de julio de 1958, y recibió buenas críticas por su interpretación. Fue un éxito comercial en taquilla a pesar de recaudar menos que sus predecesoras. King Creole llegó al número cinco de la lista de ganancias de taquillas de la revista Variety.
La banda sonora, «Hard-Headed Woman», alcanzó el número uno de la lista Billboard de sencillos, número dos en la de R&B y fue certificado disco de oro por la Recording Industry Association of America (RIAA), mientras el álbum de la banda sonora alcanzó el número dos en la lista Billboard de álbumes y se le concedió un disco de oro de la RIAA,  por ventas de 500,000.  Al mismo tiempo, los dos sencillos dobles Volumen 1 y Volumen 2, también llegaron a la cima de las listas, vendiendo cada uno un millón de copias, de acuerdo a la RIAA.

## Argumento
El estudiante de diecinueve años Danny Fisher (Elvis Presley) trabaja antes y después de las clases en el instituto para poder ayudar a su padre (Dean Jagger) y a su hermana Mimi (Jan Shepard). Después de que la madre de Danny muriera, su apenado padre pierde su trabajo como farmacéutico, por lo que la empobrecida familia debe mudarse al barrio francés de Nueva Orleans. 
Una mañana, mientras se encuentra en el trabajo, Danny rescata a Ronnie (Carolyn Jones) de una cita abusiva. Tras llevar a Danny al instituto en taxi, Ronnie lo besa. Danny responde las burlas de algunos compañeros de clase devolviéndole el beso y luego golpeando a uno de ellos en la cara. Eso le gana un viaje a la oficina del director. La señorita Pearson (Helene Hatch), su maestra, le dice que no va a graduarse. El director, el señor Evans (Raymond Bailey), se muestra comprensivo pero no puede serle de mucha ayuda, por lo que Danny decide abandonar el instituto.
Cuando sale de la escuela, tres jóvenes lo llevan a un callejón. Su líder, «Tiburón» (Vic Morrow), quiere vengarse de Danny por golpear a su hermano. Danny se defiende tan bien que Tiburón le invita a unirse a ellos. Más tarde, el señor Fisher intenta convencer a su hijo de permanecer en la escuela. En vez de ello, ayuda a la pandilla de Tiburón a robar en una tienda de «todo a 100» cantando «Lover Doll» para distraer a los clientes y al personal.
Solo Nellie (Dolores Hart), trabajando en el bar, se da cuenta de su complicidad en el robo, pero no lo entrega. Danny invita a Nellie a un partido ficticio en una habitación de hotel. Al no encontrar a nadie más allí, ella comienza a llorar y se va, después de admitir que todavía quiere verlo de nuevo, pero no en esas condiciones.
Esa noche, Danny encuentra a Ronnie nuevamente en el club nocturno The Blue Shade, donde trabaja. Primero, ella simula no conocerlo porque está acompañada por su novio y el dueño del club, Maxie Fields (Walter Matthau). Cuando Maxie no le cree, le dice que oyó cantar a Danny una vez. Maxie insiste en que Danny pruebe que puede cantar. Su interpretación de «Trouble» impresiona a Charlie LeGrand (Paul Stewart), el dueño del club King Creole —el único club nocturno que no es propiedad de Maxie—, quien le ofrece a Danny un trabajo como cantante.
Mientras tanto, el señor Fisher consigue trabajo como farmacéutico en una farmacia, pero su jefe, el señor Primont —Gavin Gordon—, constantemente lo degrada, en parte para avergonzar a Danny. Eso le facilita ir en contra de los deseos de su padre y aceptar la oferta de Charlie. Cuando Danny triunfa, Maxie intenta contratarlo. Danny rechaza su oferta por lealtad a Charlie.
Shark, que ahora trabaja para Maxie, le sugiere a Danny ir a Primont para ayudar a su padre. Cuando el señor Fisher sale de la tienda vestido con el sombrero y el abrigo de Primont —prestado, debido a una tormenta—, Shark lo reconoce, pero decide robarle de todos modos, ya que eso sería aún mejor para los propósitos de Maxie. El padre de Danny está tan malherido que necesita una operación costosa y Maxie contrata un especialista para que la lleve a cabo, utilizando esto como motivo para chantajear a Danny y forzarlo a firmar con él, amenazándolo con decirle a su padre acerca de su participación en el atraco. Aunque Danny firma Maxie lo delata con su padre igualmente. Danny golpea a Maxie por la traición y ayuda a Ronnie a dejarlo.
Maxie envía a sus secuaces tras Danny. Shark y otro miembro de la pandilla lo atrapan en un callejón. Danny golpea a uno de sus perseguidores. Shark apuñala a Danny, pero se hiere a sí mismo y muere. Ronnie encuentra a Danny y lo lleva a su casa en un pantano para que se recupere. Ella le pide que se olvide su pasado sórdido y simule que la quiere. Danny contesta que eso no sería difícil y la besa. Maxie llega, acompañado de Dummy —Jack Grinnage—, un exmiembro de la banda de Danny. Maxie mata de un disparo a Ronnie. Dummy, que había sido amigo de Danny, se enfrenta con Maxie, el arma se dispara, causando la muerte de su propietario.
Danny regresa al King Creole. Le canta a Nellie en la audiencia las líneas «Vamos a pensar en el futuro, olvidar el pasado, no eres mi primer amor, pero tú eres mi último». El señor Fisher aparece para oír cantar a su hijo.

## Producción
Hal Wallis adquirió los derechos de A Stone for Danny Fisher en febrero de 1955 por un valor de $25 000, con la intención de darle el papel principal de boxeador neoyorquino a James Dean o Ben Gazzara. El papel fue originalmente escrito para Dean, pero el proyecto se canceló tras su muerte en 1955. En enero de 1957, siguiendo el éxito de una versión de la historia escenificada en Broadway, se sugirió que Presley fuera el posible reemplazo. Cuando la negociación se hubo completado, Fisher pasó de ser boxeador a ser cantante y la historia se trasladó de Nueva York a Nueva Orleans.

## Reparto
- Elvis Presley como Danny Fisher.
- Walter Matthau como Maxie Fields.
- Carolyn Jones como Ronnie, la pareja de Maxie.
- Dolores Hart como Nellie.
- Dean Jagger como el sr. Fisher
- Liliane Montevecchi como Forty Nina, una desnudista del club.
- Vic Morrow como Tiburón.
- Brian G. Hutton como Sal, un miembro de la banda de Shark.[6]
- Jack Grinnage como Dummy, un miembro mudo de la banda de Shark.[7]
- Paul Stewart como Charlie LeGrand.
- Jan Shepard como Mimi Fisher.[7]